# Lazaros Christodoulopoulos
Lazaros Christodoulopoulos (grekiska: Λάζαρος Χριστοδουλόπουλος), född 19 december 1986, är en grekisk fotbollsspelare som spelar för den grekiska klubben Olympiakos och Greklands landslag.

## Karriär
Den 31 augusti 2015 lånades Christodoulopoulos ut till Sampdoria på ett låneavtal över säsongen 2015/2016.